# Martin-Jules Chouard
Pour les articles homonymes, voir Chouard.
Martin-Jules Chouard, né le 31 juillet 1839 à Morville, hameau d'Aufferville dans le sud-ouest de la Seine-et-Marne et décédé le 14 septembre 1919 à Château-Landon,, est un peintre français.
Fils de vigneron, il devient instituteur.
Artiste-peintre amateur, il réalise des natures mortes florales, mais peint surtout les villes du Gâtinais dans un style naïf. Méconnu de son temps, sauf de quelques initiés locaux, il est redécouvert à la fin du XXe siècle lorsqu'une première exposition à Londres présente son travail (dessins et aquarelles).